# Громыко, Игорь Анатольевич
И́горь Анато́льевич Громы́ко (род. 25 июня 1954) — российский дипломат. Чрезвычайный и полномочный посол (2019).

## Биография
В 1976 году окончил Московский государственный институт международных отношений МИД СССР. Владеет английским языком.
С 1979 года на дипломатической службе в МИД СССР, потом в МИД России.
Работал на различных дипломатических должностях в центральном аппарате и загранучреждениях министерства.
В 2003—2006 годах — советник-посланник Посольства Российской Федерации в Армении.
С 2007 года — заместитель директора Четвёртого департамента стран СНГ.
С 28 декабря 2009 по 3 февраля 2014 года — постоянный представитель Российской Федерации при уставных и других органах Содружества Независимых Государств в Минске, Республика Белоруссия.
В 2014—2019 годах — заместитель директора Четвёртого департамента стран СНГ МИД России.
С 17 июня 2019 года — чрезвычайный и полномочный посол Российской Федерации в Республике Мали.
С 28 августа 2019 по 20 августа 2025 года — чрезвычайный и полномочный посол Российской Федерации в Республике Нигер по совместительству.

## Дипломатический ранг
- Чрезвычайный и полномочный посланник 2 класса (1 февраля 2006)[6].
- Чрезвычайный и полномочный посланник 1 класса (30 июля 2012)[7].
- Чрезвычайный и полномочный посол (13 декабря 2019)[8].

## Семья
- Дед — Андрей Андреевич Громыко (1909—1989), председатель Президиума Верховного Совета СССР (1985—1988), министр иностранных дел СССР в (1957—1985)[9].
- Отец — Анатолий Андреевич Громыко (1932—2017), член-корреспондент РАН.
- Мать — Маргарита Громыко.

## Награды
- Медаль ордена «За заслуги перед Отечеством» II степени (17 июля 2019) — за большой вклад в реализацию внешнеполитического курса Российской Федерации и многолетнюю добросовестную службу[10].
- Орден Дружбы (21 ноября 2024) — за большой вклад в реализацию внешнеполитического курса Российской Федерации и многолетнюю добросовестную дипломатическую службу[11].